# Maurice Olender
Cet article possède un paronyme, voir Hollander.
Maurice Olender, né le 21 avril 1946 à Anvers (Belgique) et mort le 27 octobre 2022 à Bruxelles, est un historien franco-belge, professeur à l'École des hautes études en sciences sociales (EHESS) de Paris.
Son enseignement y porte notamment sur la genèse des idées de « race » au XIXe siècle. Éditeur, il dirige aux éditions du Seuil la revue Le Genre humain et la collection « La Librairie du XXIe siècle ».

## Biographie

### Formation
Issu d'une famille juive polonaise qui s'est réfugiée à Anvers avant la guerre, Maurice Olender devient apprenti comme « cliveur de diamants ». Il apprend l'hébreu, puis s'initie au grec et au latin. Au terme de ce parcours d'autodidacte, il se définit comme un « enfant analphabète qui a fini érudit ».
Archéologue et historien de formation, il est licencié de la faculté de philosophie et lettres de l’université libre de Bruxelles en 1973. Élève à Paris, à l’École pratique des hautes études, Ve section (sciences religieuses), il est membre, à partir de 1974, du Centre de recherches comparées sur les sociétés anciennes (devenu le Centre Louis-Gernet) et attaché au Centre de recherches sur l'Europe, de l'EHESS.
Ancien pensionnaire de l’École normale supérieure de la rue d'Ulm (1975-1976 et 1976-1977), il est ensuite boursier de l'École française de Rome (1981), chercheur associé au CNRS (1983-1984), chercheur enseignant et maître assistant associé à l'EHESS (1985), assistant associé à l'EPHE - Ve section "Sciences religieuses" (1985-1988) et docteur de l'École des hautes études en sciences sociales en 1990.

### Carrière
Maître de conférences à l'EHESS, titularisé en 1990, son enseignement est intitulé « Savoirs religieux et genèse des sciences humaines ».
Il est invité à enseigner dans de nombreuses universités en Europe (Allemagne, Italie, Suisse, Belgique), en Israël, aux États-Unis (université de Princeton, université Harvard, université Johns-Hopkins, New York, etc.), en Chine à Pékin (Chinese Academy of Social sciences de Bejing).
Il a publié plusieurs articles concernant le concept d'Indo-Européens. Il condamne notamment les usages politiques d’une préhistoire indo-européenne par des auteurs plus ou moins proches de la Nouvelle Droite. Bernard Sergent regrette qu'Olender ne connaisse pas « l'histoire de l'indo-européen "de l'intérieur" ». Alain de Benoist, dans un droit de réponse, affirme que Maurice Olender lui prête « très exactement, et de façon policière, les idées auxquelles [il s]'oppose. »

### Prises de position
Avec quarante intellectuels européens, il signe l'« Appel à la vigilance » contre l'extrême droite lancé dans Le Monde du 13 juillet 1993.
En 2012, avec plusieurs autres intellectuels, il rédige un article dans Le Monde intitulé « Pourquoi il faut voter François Hollande » dans lequel il développe des « raisons impératives d'élire François Hollande président de la République ».

### Responsabilités scientifiques
- Cofondateur de la Scuola internazionale di alti studi scienze della cultura de Modène (Italie) en 1995. Membre fondateur de son Conseil scientifique (1995-2009)
- Professeur associé et membre du conseil d’administration de l'Institut Martin Buber de l'Université libre de Bruxelles
- Membre du Steering Committee des Mishkenot Encounters for Religion and Culture, à Jérusalem.
- Membre du premier conseil de rédaction, créé en 1988, de la Revue de l'histoire des religions fondée en 1880[13].

### Édition
Olender a fondé et dirigé la revue interdisciplinaire Le Genre humain depuis sa création en 1981.
Au milieu des années 80, Olender, qui dirige la collection « Textes du XXe siècle » chez Hachette, rencontre Lydia Flem, qui suit à l'époque une formation clinique à la psychanalyse d’enfants. Pour les cinquante ans de la collection « La vie quotidienne » chez le même éditeur, il lui suggère d'écrire sur « la vie quotidienne de Freud et de ses patients ». Il sera par la suite son éditeur au sein de sa collection La Librairie du XXIe siècle au Seuil.
Il a été l'un des éditeurs de l'écrivain Georges Perec, dont il a publié en 1981 le texte Penser/Classer dans sa revue Le Genre humain (le numéro étant intitulé Penser, classer avec une virgule). En 1985, le livre de Perec Penser/Classer est publié par Olender chez Hachette Livre dans sa nouvelle collection « Textes du XXe siècle ». Cette collection devient ensuite « La Librairie du XXIe siècle » aux éditions du Seuil.

## Distinctions
- Membre de la Société de linguistique de Paris
- Membre de la Société asiatique
- Prix Mottart de l'Académie française en 1990 pour Les Langues du Paradis, Hautes études, Gallimard/Seuil, 1989
- Prix Roger-Caillois de l'essai en 2007 pour La chasse aux évidences : sur quelques formes de racisme entre mythe et histoire, 1978-2005, Paris, Galaade, 2005

## Postérité
- Maurice Olender dispose d'un fonds d'archives à l'Institut mémoires de l'édition contemporaine (IMEC)[18]
- Un hommage à son travail est rendu le 11 mars 2023 à la Maison de l'Amérique latine[19].

## Publications
- Race sans histoire[20], Paris, 2009, Points Seuil no 620  (ISBN 978-2-7578-0685-2)[21]
- La Chasse aux évidences : sur quelques formes de racisme entre mythe et histoire, 1978-2005, Paris, Galaade, 2005  (ISBN 2-35176-008-5)[22]
- Les Langues du Paradis : Aryens et Sémites, un couple providentiel[23], préface de Jean-Pierre Vernant, Paris, Gallimard et éditions du Seuil, coll. « Hautes études », 1989  (ISBN 2-02-010883-6) ; rééd. Paris, éditions du Seuil, coll. « Points », 1994  (ISBN 2-02-021148-3) ; édition revue et augmentée, 2002  (ISBN 2-02-021148-3)[24]
- (dir.), Le Racisme : mythes et sciences : pour Léon Poliakov, textes de Pierre Birnbaum, Michel de Certeau, Michèle Duchet, Maurice de Gandillac et al., Bruxelles, Éditions Complexe et Paris, PUF, 1981  (ISBN 2-87027-059-3)
- La Séduction[25], (dir.) avec J. Sojcher, colloque de Bruxelles (no 1, 1979), Paris, Aubier, coll. « Les Colloques de Bruxelles », 1980  (ISBN 2-7007-0178-X)
- Le Récit et sa représentation[26], (dir.) avec J. Sojcher, colloque de Saint-Hubert, Paris, Payot, 1978
- Matériau du rêve, éd. IMEC, coll. « Le Lieu de l’archive », Condé-sur-Noireau, 2010
- Le Genre humain, no 53 : « Jean-Pierre Vernant, dedans dehors »[27], Seuil, avec François Vitrani, 2013
- Un fantôme dans la bibliothèque[28],[29], Paris, Seuil, coll. « La Librairie du XXIe siècle », 2017, 224 p.
- Singulier Pluriel. Conversations[30], édité et préfacé par Christine Marcandier, Paris, Seuil, 240 p., 2020  (ISBN 978-2021454475)
- (posthume) Priape. Le phallocrate impotent, Paris : Seuil, 2025, collection "La Librairie du XXIe siècle", 302 p.